# Arrenurus laticornis
Arrenurus laticornis är en kvalsterart som beskrevs av Marshall 1908. Arrenurus laticornis ingår i släktet Arrenurus och familjen Arrenuridae. Inga underarter finns listade i Catalogue of Life.